# Mer d'Arabie
Mer Arabique, Mer d'Oman
«  Mer d'Oman » redirige ici. Ne pas confondre avec Golfe d'Oman.
La mer d'Arabie ou mer d'Oman, parfois appelée mer Arabique (en arabe بحر العرب translittéré en Baḥr al-'Arab, en sanskrit सिन्धु सागर, translittéré en Sindhu Sagar), est une mer bordière de l'océan Indien située entre la péninsule Arabique à l'ouest, le sous-continent indien au nord-est et à l'est, les îles Laquedives à l'est-sud-est et l'archipel des Maldives au sud-est. Elle est limitée au nord-ouest par le golfe d'Oman et à l'ouest par le golfe d'Aden. Sa surface est d'environ 3,6 millions de km2, et sa profondeur maximale est de 5 800 m.
La mer est une voie de passage très fréquentée, en particulier pour le transport de pétrole venant du golfe Persique. Elle est également une zone de pêche pour les pays côtiers (sardine, maquereau, thon).

## Localisation
L'Organisation hydrographique internationale détermine les limites de la mer d'Arabie de la façon suivante :
- À l'ouest: Le méridien du gees Gwardafuy (Ras Asir, 11° 50′ 31″ N, 51° 16′ 18″ E), en Somalie.

- Au nord : une ligne joignant le Ras al Hadd  (22° 32′ 20″ N, 59° 47′ 17″ E), la pointe orientale de la péninsule arabique et le Rās Jīwani (en) (25° 00′ 54″ N, 61° 46′ 43″ E) sur la côte du Pakistan.

- Au sud : Une ligne allant de l'extrémité sud de l'Addu Atholhu (0° 42′ 23″ S, 73° 09′ 27″ E), aux Maldives, à l'extrémité orientale du Raas Xaafuun (ou Ras Hafun 10° 26′ 36″ N, 51° 24′ 52″ E), en Somalie.

- À l'est : Une ligne allant de Sadashivgad (en) (14° 48′ 00″ N, 74° 07′ 00″ E), sur la côte ouest de l'Inde, à Cora Divh (en)  (13° 42′ 00″ N, 72° 11′ 00″ E) et de là sous la face ouest des Laquedives et des Maldives jusqu'à la pointe la plus au sud de l'Addu Atolhu, aux Maldives.

## Histoire
Dans l'Antiquité, la mer d'Arabie est assimilée par les navigateurs occidentaux à la mer Rouge et à l'ouest de l'océan Indien sous le nom de mer Érythrée (en grec ancien : Ερυθρά Θάλασσα, en latin : Erythareum mare). Le Périple de la mer Érythrée décrit les routes commerciales qui s'y déploient entre l'Empire romain et l'Inde.